# Episodi di JAG - Avvocati in divisa (quarta stagione)
La quarta stagione della serie televisiva JAG - Avvocati in divisa, composta da 24 episodi, è stata trasmessa in prima visione negli Stati Uniti d'America dalla CBS tra il 22 settembre 1998 e il 25 maggio 1999.
In Italia è stata trasmessa in prima visione da Rai 2.
| nº | Titolo originale            | Titolo italiano                    | Prima TV USA      | Prima TV Italia    |
| -- | --------------------------- | ---------------------------------- | ----------------- | ------------------ |
| 1  | Gypsy Eyes (2/2)            | Premonizioni                       | 22 settembre 1998 |                    |
| 2  | Embassy                     | Ricevimento all'ambasciata         | 29 settembre 1998 |                    |
| 3  | Innocence                   | Fiore di loto                      | 6 ottobre 1998    | 11 novembre 1999   |
| 4  | Going After Francesca       | Francesca                          | 13 ottobre 1998   | 12 novembre 1999   |
| 5  | The Martin Baker Fan Club   | Il diritto di essere               | 20 ottobre 1998   | (13 novembre 1999) |
| 6  | Act of Terror               | Amor di patria                     | 27 ottobre 1998   | 15 novembre 1999   |
| 7  | Angels 30                   | Angel 30                           | 3 novembre 1998   | (16 novembre 1999) |
| 8  | Mr. Rabb Goes to Washington | Crimini di guerra                  | 10 novembre 1998  | (17 novembre 1999) |
| 9  | People v. Mac               | Lo Stato contro Mac                | 17 novembre 1998  | 18 novembre 1999   |
| 10 | The Black Jet               | L'aereo spia                       | 24 novembre 1998  | 19 novembre 1999   |
| 11 | Jaggle Bells                | Racconti di Natale                 | 15 dicembre 1998  | 20 novembre 1999   |
| 12 | Dungaree Justice (1/2)      | Giustizia sommaria                 | 12 gennaio 1999   | (22 novembre 1999) |
| 13 | War Stories (2/2)           | La scelta                          | 13 gennaio 1999   | 24 novembre 1999   |
| 14 | Webb of Lies                | Una rete di bugie                  | 9 febbraio 1999   | 26 novembre 1999   |
| 15 | Rivers' Run                 | Il ribelle                         | 16 febbraio 1999  | 27 novembre 1999   |
| 16 | Silent Service              | Servizio silenzioso                | 23 febbraio 1999  | 29 novembre 1999   |
| 17 | Nobody's Child              | Figlia di nessuno                  | 2 marzo 1999      | (30 novembre 1999) |
| 18 | Shakedown                   | Cortocircuito                      | 30 marzo 1999     | (1º dicembre 1999) |
| 19 | The Adversaries             | Amici nemici                       | 13 aprile 1999    | (2 dicembre 1999)  |
| 20 | Second Sight                | Aprire gli occhi                   | 27 aprile 1999    | 3 dicembre 1999    |
| 21 | Wilderness of Mirrors       | Immagini riflesse                  | 4 maggio 1999     | 4 dicembre 1999    |
| 22 | Soul Searching              | L'uomo a centro campo              | 11 maggio 1999    | (6 dicembre 1999)  |
| 23 | Yeah, Baby                  | Parti, partenze e tormenti d'amore | 18 maggio 1999    | 8 dicembre 1999    |
| 24 | Goodbyes                    | L'addio                            | 25 maggio 1999    | 11 dicembre 1999   |

## Premonizioni
- Titolo originale: Gypsy Eyes
- Diretto da: Tony Wharmby
- Scritto da: Donald P. Bellisario

### Trama
Sopravvissuti all'abbattimento del loro MiG-29, Harm e Mac si uniscono a una coppia di zingari Rom e si mettono in viaggio per raggiungere l'ultima località conosciuta in cui sicuramente si trovò per un certo periodo il padre di Harm. Negli Stati Uniti, intanto, Harm e Mac vengono dati per morti; l'Ammiraglio Chegwidden decide quindi di partire per Mosca, dove viene raggiunto da Clayton Webb. La CIA vuole conoscere l'identità di chi, tra Parlovsky e Sokol, intende vendere alcuni missili a testata atomica alla mafia russa. Il colpevole, colpito a morte, sussurra una parola, poco prima di spirare: forse si tratta del luogo dove, finalmente, la vicenda del padre di Harm verrà chiarita definitivamente.

## Ricevimento all'ambasciata
- Titolo originale: Embassy
- Diretto da: Alan J. Levi
- Scritto da: R. Scott Gemmill

### Trama
Il professor Dubotu, guida spirituale del Sudan, viene rapito poco prima di incontrare il Presidente degli Stati Uniti; i due contendenti alla presidenza del Sudan, l'Ambasciatore Moshak e il Generale Zulaki, si accusano a vicenda dell'accaduto. Clayton Webb incarica Harm e Mac, invitati a un ricevimento che si deve tenere nell'Ambasciata del Sudan, di accedere al computer privato dell'Ambasciatore e di inviare i dati alla CIA. Il piano viene bloccato dall'intervento armato del Colonnello Shohala, che prende in ostaggio l'Ambasciatore e tutti gli ospiti. Harm e Mac dovranno cercare di risolvere l'intricata situazione.

## Fiore di loto
- Titolo originale: Innocence
- Diretto da: Tony Wharmby
- Scritto da: Dana Coen

### Trama
Un Guardiamarina, in forza alla portaerei Reprisal, attraccata nella baia di Sagami, in Giappone, è accusato da un anziano di aver violentato la propria figlia. Il caso suscita notevole malcontento, arrivando addirittura a minacciare il trattato tra il Giappone e gli Stati Uniti in merito all'utilizzo dei porti giapponesi da parte della Marina americana. Harm, Mac e Bud vengono inviati per compiere le necessarie indagini, dovendo far fronte a un clima a dir poco ostile.

## Francesca
- Titolo originale: Going After Francesca
- Diretto da: Alan J. Levi
- Scritto da: Stephen Zito

### Trama
L'Ammiraglio Chegwidden è a passeggio per le strade di Gaeta assieme alla figlia Francesca, quando viene prima distratto, poi tramortito, e Francesca viene rapita. La pista principale che viene seguita è quella di un traffico di missili Stinger, rubati dal Sottufficiale Capo Dillard per rivenderli a un gruppo di guerriglieri afghani. L'Ammiraglio, insieme all'ex moglie Marcella, madre di Francesca, cerca anche qualche indizio nel passato della figlia, scoprendo l'esistenza di un ex fidanzato. Quando Dillard viene ucciso in un agguato, diventa chiaro che a monte di tutto c'è la Camorra.

## Il diritto di essere
- Titolo originale: The Martin Baker Fan Club
- Diretto da: Tony Wharmby
- Scritto da: Dana Coen

### Trama
Un ex militare, reduce della guerra del Vietnam, internato in un ospedale psichiatrico, si suicida gettandosi da una finestra. Nell'ospedale è ricoverato anche Roscoe Martin, un reduce paraplegico già incontrato in precedenza. Martin è accusato di aver istigato il suicida a sospendere il trattamento a base di medicine, stimolando così, indirettamente, il desiderio di commettere il suicidio. Harm decide di difenderlo, e Martin usa il suo processo per portare agli occhi dell'opinione pubblica l'eccessivo uso di farmaci compiuto negli ospedali psichiatrici, e per rivendicare il diritto dei pazienti di decidere della propria esistenza.

## Amor di patria
- Titolo originale: Act of Terror
- Diretto da: Alan J. Levi
- Scritto da: Larry Moskowitz

### Trama
Un attentato dinamitardo contro una nave della Marina americana, attraccata nel Golfo Persico, costa la vita a cinque marinai. Uno dei responsabili viene catturato ed estradato negli Stati Uniti, ma all'arrivo a Norfolk uno dei Marines incaricati di scortarlo gli spara e lo uccide. Harm viene incaricato della sua difesa, ma ben presto viene ricusato dall'imputato in favore di un avvocato civile, pagato da un industriale noto per le sue posizioni estremiste. Egli intende far scagionare il militare, sostenendo che è giusto colpire chi uccide cittadini americani. Harm, pur messo da parte, non smette di indagare sul fatto, in particolare sull'operato dell'FBI.

## Angel 30
- Titolo originale: Angels 30
- Diretto da: Tony Wharmby
- Scritto da: R. Scott Gemmill

### Trama
Durante un volo di ricognizione sulla No-fly zone sopra l'Iraq, due F-14 Tomcat si imbattono in due MiG iracheni. Ne nasce uno scontro a fuoco nel quale, inspiegabilmente, uno dei due piloti degli F-14, il Tenente Rice, evita di fare fuoco; in seguito i due F-14 vengono in contatto e uno dei due precipita, ma i piloti riescono a salvarsi eiettandosi. Harm e Mac indagano sull'accaduto, a bordo della portaerei Coral Sea; il Tenente Rice, interrogato, dichiara di aver sentito una voce nella sua testa che gli ordinò di non fare fuoco e in seguito a questo presenta le sue dimissioni. Harm cerca di convincere il Tenente Rice a ripensarci.

## Crimini di guerra
- Titolo originale: Mr. Rabb Goes to Washington
- Diretto da: Jeannot Szwarc
- Scritto da: Stephen Zito

### Trama
Un giornalista della rete televisiva ZNN, in un reportage accusa apertamente i vertici militari degli Stati Uniti di aver fatto uccidere tre scienziati americani, ingaggiati da Saddam Hussein, durante un'incursione compiuta da un commando di Marines in territorio kuwaitiano pochi giorni prima dell'inizio della guerra del Golfo. Il giornalista sostiene che fu lanciato del gas nervino contro il centro in cui lavoravano i tre scienziati, provocandone la morte. La deputata Bobbi Latham chiede all'Ammiraglio Chegwidden che autorizzi Harm ad affiancarla nella delicata inchiesta aperta dal Congresso, in modo che egli possa aiutarla a stabilire la verità. Intanto dall'Australia arriva un nuovo avvocato, Mic Brumby, mentre Mac si ritrova faccia a faccia con suo marito, che non vedeva da molti anni.

## Lo Stato contro Mac
- Titolo originale: People v. Mac
- Diretto da: Tony Wharmby
- Scritto da: Larry Moskowitz

### Trama
Il marito di Mac, Christopher Ragle, rivela le sue vere intenzioni: non è stato il desiderio di rivederla che lo ha spinto a cercarla dopo tanti anni, ma il bisogno di soldi. Ragle deve una grossa somma di denaro a un usuraio, che lo minaccia di morte; a sua volta Ragle minaccia Mac di rivelare pubblicamente la relazione da lei avuta con il Colonnello Farrow, suo superiore quando era di stanza a Okinawa. Una notte Harm riceve una chiamata da Mac: è stata arrestata assieme a Farrow con l'accusa di aver ucciso Ragle. Harm assume la sua difesa, mentre Brumby assume la difesa di Farrow.

## L'aereo spia
- Titolo originale: The Black Jet
- Diretto da: Jeannot Szwarc
- Scritto da: David Zabel

### Trama
Un F-117 Stealth, pilotato dal Capitano Keeter, a causa di un'avaria è costretto a un atterraggio di fortuna nel deserto iraniano di Dasht-e Kavir durante una missione di spionaggio. Il pilota viene arrestato, e viene dato il permesso al JAG di inviare i propri avvocati per difenderlo durante il processo. Il Capitano Keeter è un caro amico di Harm, essendo stati compagni di corso in Accademia. Harm e Mac vengono scelti per difenderlo, ma interviene anche Clayton Webb, il quale ha un piano per recuperare l'aereo e il pilota.

## Racconti di Natale
- Titolo originale: Jaggle Bells
- Diretto da: Greg Beeman
- Scritto da: R. Scott Gemmill

### Trama
È la vigilia di Natale e al JAG si intrecciano diverse storie. Harriet e Bud raccolgono doni per i bambini di un ospedale pediatrico; Harm si occupa dell'unico caso presente, quello del Capitano Parker, una psichiatra arrestata per guida in stato di ebbrezza; l'Ammiraglio Chegwidden è alla disperata ricerca di un volo per l'Italia, per raggiungere la figlia, essendo tutti gli aeroporti della zona bloccati da una violenta tempesta di neve. Infine Mac riceve l'inattesa visita di Chloe, una bambina di 11 anni, che ha seguito durante un programma di affidamento per bambini orfani.

## Giustizia sommaria
- Titolo originale: Dungaree Justice
- Diretto da: Hugo Cortina
- Scritto da: David Zabel

### Trama
Tre marinai aggrediscono il gestore di un bar, lasciandolo a terra esanime. Harm e Mac indagano, riuscendo a scoprire l'identità dei tre marinai, e il movente dell'aggressione: i tre intendevano punire il gestore in quanto ritenuto responsabile di violenza carnale ai danni del sottufficiale Lopez, una loro collega. Al termine dell'episodio, risolta la questione, tutti gli ufficiali del JAG, riuniti, guardano con preoccupazione la televisione, che trasmette un reportage dal Kosovo: tre osservatori della NATO, tenuti in ostaggio da estremisti serbi, stanno per essere uccisi.

## La scelta
- Titolo originale: War Stories
- Diretto da: Greg Beeman
- Scritto da: Dana Coen

### Trama
L'episodio inizia dove era terminato il precedente. Una squadra speciale di incursori della Marina fa irruzione nel luogo dove sono tenuti prigionieri i tre osservatori NATO, ma li trova già morti. L'ufficiale a comando della squadra, il Comandante Risnicki, viene rinviato a giudizio in quanto giunto sul luogo in ritardo di tre ore sull'orario previsto. Mac e Bud (quest'ultimo al suo primo caso di una certa importanza) si occupano della difesa, Brumby dell'accusa, mentre Harm è momentaneamente a capo del JAG, in quanto l'Ammiraglio Chegwidden viene costretto a esaurire le ferie arretrate.

## Una rete di bugie
- Titolo originale: Webb of Lies
- Diretto da: Mark Horowitz
- Scritto da: R. Scott Gemmill

### Trama
Harm una sera riceve una chiamata da Clayton Webb; pur non rispondendo subito, riesce a sentire in vivavoce la chiamata: Webb chiede aiuto in modo assai concitato, poi la telefonata si interrompe. Il giorno dopo si sparge la notizia che tre persone sono morte in una sparatoria su una nave, e uno dei tre è Webb. Uno degli altri due era uno scienziato giapponese che ha realizzato un superconduttore in grado di far avanzare notevolmente la tecnologia dei computer. Lo scienziato aveva fatto parte della Bradenhurst Corporation, una società di copertura della famigerata DSD (Divisione di Sicurezza della Difesa) di cui faceva parte l'agente Palmer, strenuo avversario di Harm. Harm si reca nella prigione dove Palmer dovrebbe essere detenuto; qui scopre che non arrivò mai al carcere, ed è quindi in libertà.

## Il ribelle
- Titolo originale: Rivers' Run
- Diretto da: Greg Beeman
- Scritto da: Larry Moskowitz

### Trama
Il tenente Rivers dei Marines, durante un'esercitazione nei Monti Appalachi, viene fatto oggetto di colpi di fucile; rispondendo al fuoco uccide un ragazzo di 14 anni. Nella zona vi è un gruppo separatista, contrario al Governo centrale, e uno dei membri del gruppo è latitante in quanto ha fatto esplodere una bomba provocando una vittima. Harm e Mac indagano, e anche il tenente Rivers, che si è allontanato senza permesso dalla sua caserma. La situazione dovrà essere risolta prima che il risentimento degli abitanti della zona possa provocare nuove vittime.

## Servizio silenzioso
- Titolo originale: Silent Service
- Diretto da: Alan J. Levi
- Scritto da: Dana Coen e Julie B. Watson

### Trama
Il sottomarino Watertown emerge per errore al largo delle coste della Norvegia. Harm e Mac vengono inviati a bordo per indagare, e scoprono che questo è solo l'ultimo degli strani incidenti capitati a bordo: un'epidemia di dissenteria, alcuni guasti, uno dei quali provoca la morte di un marinaio. Qualche membro dell'equipaggio comincia a pensare che il sottomarino sia maledetto, ma Harm sospetta ben altro.

## Figlia di nessuno
- Titolo originale: Nobody's Child
- Diretto da: Tony Wharmby
- Scritto da: Stephen Zito

### Trama
Una bambina, in visita a una base della Marina, viene trovata morta, massacrata di botte. Harm e Mac accorrono sul posto, e Harm si impressiona a tal punto da credere di vedere la bambina, quasi che lo inviti a indagare sulla sua morte. La bambina non ha nome, e il suo caso verrebbe classificato tra i tanti casi di omicidio irrisolti, ma Harm prende a cuore la vicenda e chiama in aiuto il Capitano Teresa Coulter, medico patologo. Le indagini portano alla luce la triste e squallida vita condotta dalla bambina nei suoi pochi anni di vita.

## Cortocircuito
- Titolo originale: Shakedown
- Diretto da: Alan J. Levi
- Scritto da: R. Scott Gemmill

### Trama
Bud, dopo aver giurato, viene ammesso a pieno titolo nel JAG. Mac e Harm vengono inviati a bordo della portaerei Coral Sea, a indagare su un incidente che ha causato gravi ferite a un marinaio. Qui scoprono che la nave ha continui malfunzionamenti di natura elettrica, nonostante la presenza di due tecnici civili che dovrebbero contribuire a mantenere il corretto funzionamento degli impianti. Harm sospetta la presenza di un sabotatore a bordo.

## Amici nemici
- Titolo originale: The Adversaries
- Diretto da: Tony Wharmby
- Scritto da: Larry Moskowitz

### Trama
A Bud viene affidata la prima causa, e il suo primo cliente è suo padre, Bud Senior, accusato di furto ai danni della Marina. Nonostante i cattivi rapporti tra i due, Bud decide di appoggiarlo in pieno, sostenendo la sua innocenza; l'avversario in aula è Harm, incaricato dell'accusa. Harm intanto continua le indagini sull'omicidio di Annie, la bambina massacrata di botte, riuscendo a individuare Charlie, il patrigno della bambina e principale indiziato, grazie alla testimonianza di Dar-Lin, la sorella gemella della povera Annie.

## Aprire gli occhi
- Titolo originale: Second Sight
- Diretto da: Terrence O'Hara
- Scritto da: Dana Coen

### Trama
Mac riceve una telefonata da un sacerdote: suo padre, che non vede dall'età di 17 anni, è in fin di vita in un centro per malati terminali in California. Harm durante una visita oculistica scopre che il suo difetto visivo, che gli ha impedito di continuare la carriera di pilota, forse può essere corretto con un'operazione chirurgica non invasiva, tramite raggio laser.

## Immagini riflesse
- Titolo originale: Wilderness of Mirrors
- Diretto da: Alan J. Levi
- Scritto da: Paul J. Levine

### Trama
Harm, nella folla dei visitatori del JAG, crede di vedere suo padre; in seguito, a casa, riceve una telefonata in cui sente distintamente la sua voce. Il Capitano Parker consiglia ad Harm di sottoporsi a una terapia, ma egli, dapprima disorientato, a un certo punto crede di aver capito chi si nasconde dietro questa storia. Intanto al JAG, Mac, Bud, Harriet e Brumby aiutano l'Ammiraglio Chegwidden a prepararsi a un'udienza presso la Corte Suprema.

## L'uomo a centro campo
- Titolo originale: Soul Searching
- Diretto da: Jeannot Szwarc
- Scritto da: Donald P. Bellisario

### Trama
Clayton Webb è in Italia per cercare di liberare l'agente Fawkes, tenuto in ostaggio da Teresa Marcello, una ex brigatista rossa. Fallito il tentativo, rientra negli Stati Uniti per chiedere aiuto all'Ammiraglio Chegwidden, vecchio amico di Fawkes. I due si recano nuovamente in Italia e riescono a organizzare un appuntamento con i rapitori. Intanto ad Harm viene rubata la sua preziosa Corvette C3 del 1968, e Mac si offre per aiutarlo a ritrovarla.

## Parti, partenze e tormenti d'amore
- Titolo originale: Yeah, Baby
- Diretto da: Alan J. Levi
- Scritto da: R. Scott Gemmill

### Trama
L'operazione agli occhi di Harm è andata bene, ed egli decide di chiedere il trasferimento e tornare a volare come pilota di Tomcat, provocando il disappunto della fidanzata, il Capitano Parker. Mac saluta Chloe, la bambina che ha seguito per un certo periodo, la quale si ricongiunge alla famiglia del padre ritrovato, e Harriet partorisce il figlio AJ nell'ufficio dell'Ammiraglio Chegwidden.

## L'addio
- Titolo originale: Goodbyes
- Diretto da: Jeannot Szwarc
- Scritto da: Stephen Zito

### Trama
Charlie Lynch, il patrigno di Annie, la bambina picchiata a morte, uccide un'anziana signora e la zia di Annie e della sorella Dar-Lin, poi uccide un suo ex commilitone, e ne prende il posto, rubandone la divisa. Lynch intende trovare Dar-Lin per tenerla con sé, e non si fa scrupolo di uccidere altre due persone nell'intento. Harm ottiene l'ordine di trasferimento, ma prima di decidere se accettarlo e tornare a essere un pilota, oppure restare al JAG, intende fermare Lynch.